# Andriej Sołomatin
Andriej Jurijewicz Sołomatin (ros. Андрей Юрьевич Соломатин, ur. 9 września 1975 w Moskwie), piłkarz rosyjski grający na pozycji lewego obrońcy lub pomocnika.

## Kariera klubowa
Karierę piłkarską Sołomatin rozpoczął w rodzinnej Moskwie. Jego pierwszym klubem było Torpedo Moskwa, jednak nie zdołał zadebiutować w jego barwach w rosyjskiej Premier Lidze i w 1993 roku odszedł do TRASKO Moskwa. Przez dwa lata występował w Drugiej Dywizji, a w 1995 roku powrócił do najwyższej klasy rozgrywkowej kraju, kiedy to podpisał kontrakt z innym moskiewskim klubem, Lokomotiwem. W Lokomotiwie Andriej był podstawowym zawodnikiem, a swój pierwszy sukces osiągnął rok po przyjściu do klubu, gdy zdobył Puchar Rosji. W 1997 roku wystąpił w Pucharze Zdobywców Pucharów, a pod koniec sezonu ponownie sięgnął po krajowy puchar. W 1998 roku był z Lokomotiwem trzeci w lidze, a w 1999 roku został wicemistrzem Rosji. Także w 2000 i 2001 roku zajął 2. miejsce w Premier Lidze. W obu przypadkach był też zdobywcą rosyjskiego pucharu.
W połowie 2001 roku Sołomatin odszedł do CSKA Moskwa. W 2002 roku CSKA zdobyło puchar kraju. Andriej grał w tym klubie do końca 2003 roku wieńcząc w nim pobyt wywalczeniem swojego pierwszego w karierze mistrzostwa Rosji. W 2004 roku trafił do południowokoreańskiego Seongnam Ilhwa Chunma, ale po rozegraniu 2 meczów wrócił do Rosji i do końca roku grał w Kubaniu Krasnodar. Następnie co pół roku zmieniał barwy klubowe. W 2005 był piłkarzem ukraińskiego Obołoń Kijów, a także Krylii Sowietow Samara. Natomiast w 2006 reprezentował barwy Spartaka Niżny Nowogród, a następnie Anży Machaczkała. W 2007 roku grał w Torpedo Moskwa, ale odszedł z klubu w 2008 roku, a następnie postanowił zakończyć piłkarską karierę.

## Kariera reprezentacyjna
W reprezentacji Rosji Sołomatin zadebiutował 19 listopada 1998 roku w przegranym 1:5 towarzyskim meczu z Brazylią. W 2002 roku został powołany przez Olega Romancewa do kadry na Mistrzostwa Świata 2002. Tam był podstawowym zawodnikiem Rosji. Zaliczył wszystkie trzy spotkania grupowe: z Tunezją (2:0), z Japonią (0:1) oraz z Belgią (2:3). Do 2003 roku w kadrze "Sbornej" rozegrał 13 meczów i strzelił jednego gola (w zremisowanym 1:1 meczu z Białorusią).